# Gnathostomula murmanica
Gnathostomula murmanica är en djurart som tillhör fylumet käkmaskar, och som beskrevs av Mamkaev 1961. Gnathostomula murmanica ingår i släktet Gnathostomula och familjen Gnathostomulidae.
Artens utbredningsområde är Norra Ishavet. Inga underarter finns listade i Catalogue of Life.